# Цесьле (гміна Дробін)
Цесьле (пол. Cieśle) — село в Польщі, у гміні Дробін Плоцького повіту Мазовецького воєводства.
Населення — 93 особи (2011).
У 1975-1998 роках село належало до Плоцького воєводства.

## Демографія
Демографічна структура станом на 31 березня 2011 року:
|          | Загалом | Допрацездатний вік | Працездатний вік | Постпрацездатний вік |
| -------- | ------- | ------------------ | ---------------- | -------------------- |
| Чоловіки | 51      | 11                 | 37               | 3                    |
| Жінки    | 42      | 11                 | 26               | 5                    |
| Разом    | 93      | 22                 | 63               | 8                    |